# Placówka Straży Celnej „Dywan”

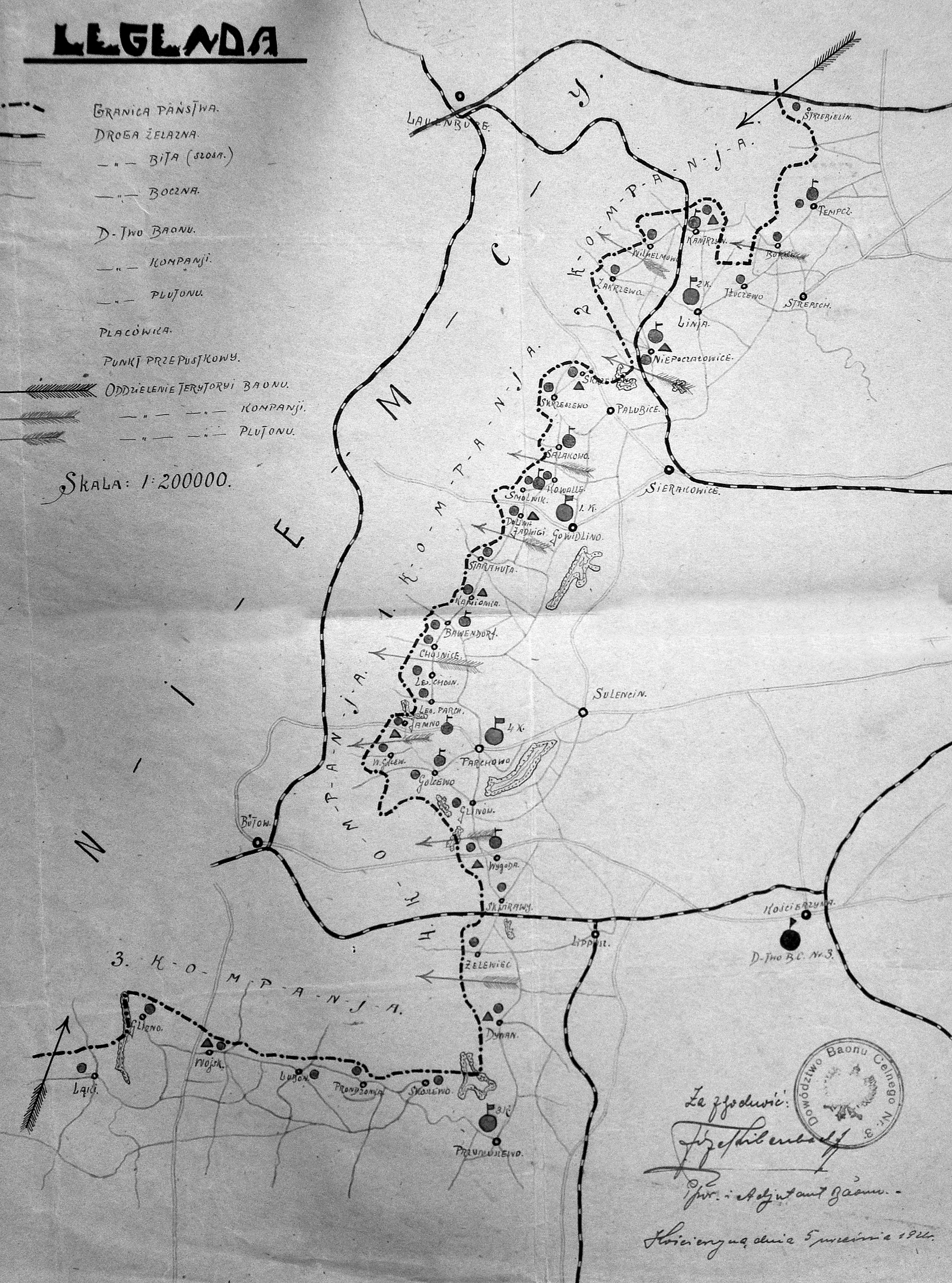
Rozmieszczenie pododdziałów
3 batalionu celnego w 1921 roku.

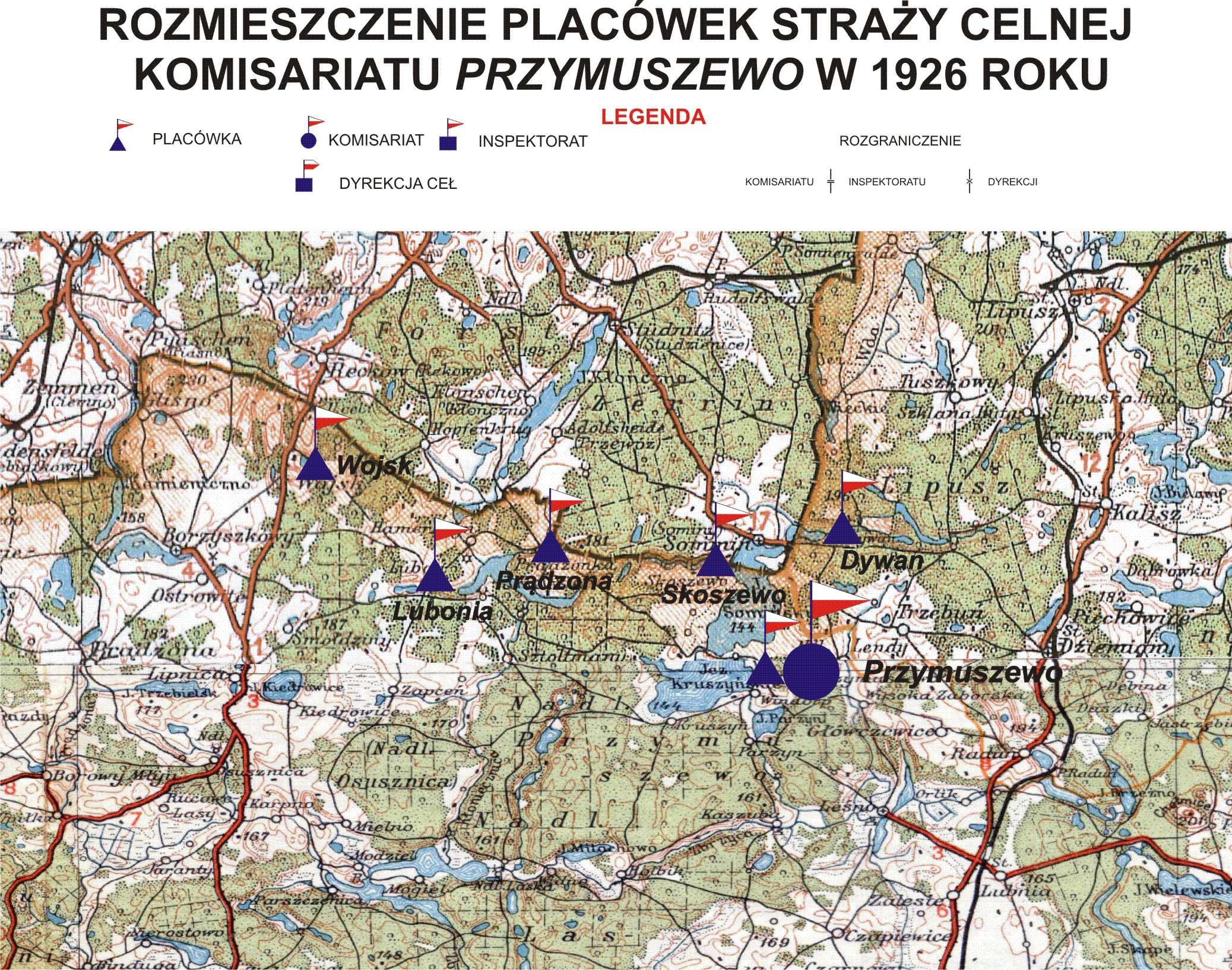
Rozmieszczenie placówek Straży Celnej Komisariatu Przymuszewo

Placówka Straży Celnej „Dywan” – jednostka organizacyjna Straży Celnej pełniąca w okresie międzywojennym służbę ochronną na granicy polsko-niemieckiej.

## Formowanie i zmiany organizacyjne
Na wniosek Ministerstwa Skarbu, uchwałą z 10 marca 1920 roku, powołano do życia Straż Celną. Jednostki Straży Celnej rozpoczęły przejmowanie odcinków granicy od pododdziałów Batalionów Celnych. W 1921 roku w Przymuszewie stacjonował sztab 3 kompanii 3 batalionu celnego. 3 kompania celna wystawiła między innymi placówkę w Dywanie. W 1922 roku w Przymuszewie stacjonował sztab 4 kompanii 17 batalionu celnego. 4 kompania celna wystawiła między innymi placówkę w Dywanie. Proces tworzenia Straży Celnej trwał do końca 1922 roku. Placówka Straży Celnej „Dywan” weszła w podporządkowanie komisariatu Straży Celnej „Przymuszewo” z Inspektoratu SC „Kościerzyna”.
W drugiej połowie 1927 roku przystąpiono do gruntownej reorganizacji Straży Celnej. W praktyce skutkowało to rozwiązaniem tej formacji granicznej. Ochronę północnej, zachodniej i południowej granicy państwa przejęła powołana z dniem 2 kwietnia 1928 roku Straż Graniczna.
Rozkazem nr 2 z 19 kwietnia 1928 roku w sprawie organizacji Pomorskiego Inspektoratu Okręgowego dowódca Straży Granicznej gen. bryg. Stefan Pasławski określił strukturę organizacyjną komisariatu SG „Lipusz”. Placówka Straży Granicznej I linii „Dywan” znalazła się w jego strukturze.

## Funkcjonariusze placówki
Kierownicy placówki
| stopień          | imię i nazwisko, numer | okres pełnienia służby | kolejne stanowisko |
| ---------------- | ---------------------- | ---------------------- | ------------------ |
| starszy strażnik | Ignacy Mosiek (2038)   | był w 1926             |                    |

Obsada personalna placówki w 1926:
- starszy strażnik Ignacy Mosiek (2038)
- strażnik Bronisław Łupkowski (1899)
- strażnik Jan Demuth (1659)
- strażnik Jap Misiak (1934)
- strażnik Kazimierz Matliński (1932)
- strażnik Feliks Reinke (1977)
- strażnik Jan Pawlak (3037)
- strażnik Michał Białas (1676)
- strażnik Władysław Mielcarek (1919)